# 沈孟堅
沈孟堅（？—？），字賦亭，浙江德清縣人。清朝官員。

## 生平
沈孟堅於雍正八年（1730年）中式庚戌科進士。任湖北黃陂縣知縣，乾隆元年（1736年）調漢陽縣，任內修整城牆，修築江堤，創修縣誌，興辦學校，政績卓著。後升江蘇松江府知府。官至江寧府知府。任內有人提議開採江浦煤礦，孟堅極力反對，提出“五不可”，結果開採沒有得到批准。乾隆三十二年（1767年），因下屬牽連去職，士民哭泣相送者不絕於路。《德清縣志》及宦遊各地之志書均有其傳。

## 親屬
叔父沈志榮，雍正元年進士，官至慶遠府同知。子存釗，官至直隸安平縣知縣。